# 威風堂々〜B.M.C.A.〜
『威風堂々〜B.M.C.A.〜』（いふうどうどう ビー・エム・シー・エー）は、日本の男性グループ・BOYS AND MENのアルバム。2016年12月14日にVirgin Musicからリリースされた。オリジナル・アルバムとしては3作目である。
シングル「BOYMEN NINJA」と「YAMATO☆Dancing」の他、氣志團が提供した「GO!! 世侍塾 GO!!」、「YOUNG MAN (Y.M.C.A.)」のカバー「ヤングマン〜B.M.C.A.〜」などが含まれる。このアルバムでグループ初のアルバムチャート首位を記録した。

## 背景
BOYS AND MENは、2016年6月1日にメジャー・レーベルからは初となるアルバム『Cheer up!』をキングレコードからリリースした。16thシングル「Wanna be!」などを含むこのアルバムは、「それまでのBOYS AND MENとは違う王子様みたいなイメージで、キラキラでアイドルっぽい」というコンセプトの作品であった。BOYS AND MENはこの1週間後にユニバーサルミュージックのレーベル・Virgin Musicと専属契約を結んだことを発表し、8月24日に契約第1弾となる17thシングル「YAMATO☆Dancing」をリリース。この曲をグループの新たなテーマソングとして、アイドルっぽいイメージからヤンキー風学ランスタイルへの「原点回帰」をアピールした。「YAMATO☆Dancing」はセールスにおいてオリコンチャートデイリー1位・週間2位、プラチナディスク認定などの成果を上げ、BOYS AND MENはこの頃から全国ネットの音楽番組や著名な音楽イベントなどに出演する機会を増やしていった。
10月17日、「YAMATO☆Dancing」や15thシングル「BOYMEN NINJA」を収録した、ユニバーサルミュージックからは初となるアルバムを12月14日にリリースすることを発表。アルバムのタイトルは未定としながら、リーダーの水野勝が「サプライズがある」とコメントした。11月9日、アルバムタイトルを発表し、リリース形態や収録曲名などの情報を公開。ここでは収録曲のうち2曲のタイトルは伏せられていた。11月18日、タイトル未発表だった楽曲についての情報を公開。氣志團が提供した「GO!! 世侍塾 GO!!」と、西城秀樹のヒット曲「YOUNG MAN (Y.M.C.A.)」をリニューアル・カバーした「ヤングマン〜B.M.C.A.〜」が収録されることを明かした。同日には『第58回日本レコード大賞』のノミネートおよび各賞の発表があり、BOYS AND MENは新人賞を受賞。この『威風堂々〜B.M.C.A.〜』は、そこから12月30日に最優秀新人賞が決定するまでの間にリリースされることとなったアルバムである。
アルバムのプロモーションの中で水野はこのアルバムを「原点回帰というか、僕たちらしさが形になっている」と説明し、「このアルバムにキャッチコピーを付けるとしたら、『はじめまして、BOYS AND MENです』と付けたい」と答えた。アルバムタイトル「B.M.C.A.」の意味は、リリース時にはメンバーが「秘密です。答えはどこかで明かそうと思っているけれど、まだ決まっていない。」とコメントしている。

## 音楽性、構成
先行シングル「YAMATO☆Dancing」はBOYS AND MENの楽曲プロデュースを担ってきたYUMIKOのプロデュースを離れて制作されたが、このアルバムではさらに「FAKE」・「Suga Suga Candy」・「Clear Snow」の3曲がYUMIKOのプロデュースやディレクションを離れている。楽曲についてメンバーは、リード曲「GO!! 世侍塾 GO!!」、「まえのめりMinority」、歌舞伎調の和風な曲「男は歌舞いて花となれ」などが自分たちらしい曲であるとコメントしている。一方でR&B風の歌唱に挑んだ「Clear Snow」について、「普段の僕らとは違うおしゃれな曲」・「これはボイメンの革命だと思っています」など、従来とは異なるテイストの曲であると説明している。
歌詞が全編四字熟語で構成されているリード曲「GO!! 世侍塾 GO!!」（ゴー!! よじじゅく ゴー!!）は、綾小路翔の作詞、星グランマニエの作曲による、氣志團の提供曲である。BOYS AND MENは学ラン姿でのパフォーマンスを始めた頃から氣志團を「学ランの先輩」として、パフォーマンスの手本にしていた。一方で氣志團の側もこの4年前から既に「名古屋に同じ学ラン姿のグループがいる」とBOYS AND MENの存在を認知しており、このアルバムで両者のコラボレーションが実現した。BOYS AND MENメンバーはこの歌詞について「ちゃんとストーリーがあって、全部が前向きで熱い言葉ばかり」・「氣志團からBOYS AND MENへの『こうなっていけよ』という想いが込められている」などと解説している。この曲はTBS『COUNT DOWN TV』2016年12月・2017年1月のオープニングテーマに起用された。
YanKee5の曲「ULTIMATE」は、YUMIKOが「ダメ男と付き合う好きな女の子を俺だったら幸せにしてやるのに」というテーマの曲だと解説。誠の「Sugar Sugar Candy」は、メンバーが「BOYS AND MENの曲の中でいちばんハイトーンボイスが出ている曲」と解説している。田村侑久のソロ曲「シアワセアンテナ」は、田村が自ら詞を書き、YUMIKOが補作詞を担った。脱サラをして芸能界入りした自身を投影し、夢や進路に迷う若者たちへのメッセージを込めた、と解説している。田村はアルバムに唯一ソロが収録されることになった理由について「ピアノの練習をしているので、スタッフが今後ピアノで弾き語りできるような曲を作ってあげようと考えたんじゃないか」と答えており、曲は弾き語りすることを想定したアレンジになっている。
「YAMATO☆Dancing」のカップリングで、映画『BOYS AND MEN 〜One For All, All For One〜』の劇中歌に使用された「One For All, All For One 〜夢は叶えるもの〜」は、BOYS AND MENが作詞をした自伝的な内容のバラードである。メンバーそれぞれが歌の中に入れたい言葉やフレーズを書き、YUMIKOがそれをまとめる、という形で作られた。「ヤングマン〜B.M.C.A.〜」は、ヴィレッジ・ピープル「Y.M.C.A.」を西城秀樹がカバーした「YOUNG MAN (Y.M.C.A.)」の歌詞を部分的に変えたカバー曲である。「バラード（「One For All…」）で締めくくるのが綺麗な流れではあると思うけど、ボイメンの場合、最後は明るく」という意図で、この曲がアルバムのラストに収められた。アルバムリリース前日に行ったイベントにおいて、西城からBOYS AND MENに対し「時代を越えて、いまだに『ヤングマン』が歌い継がれていること、大変うれしく思います」・「『ヤングマン』は誰よりも、やっている本人がいちばん楽しむこと。それがお客さんとの空間を作る。そんな曲です。」というメッセージが寄せられた。

## ミュージック・ビデオ
「GO!! 世侍塾 GO!!」と「ヤングマン〜B.M.C.A.〜」のミュージック・ビデオが制作・公開された。「GO!! 世侍塾 GO!!」のミュージック・ビデオは、四字熟語のネオン管が張り巡らされたステージでライブパフォーマンスをする内容である。「ヤングマン〜B.M.C.A.〜」のミュージック・ビデオは、名古屋市内にあるグループのコンセプト・ショップ「BOYS AND MEN CAFE & SHOP」で撮影された。学ラン姿のメンバーが固定カメラ1台の前で歌い踊る、というスタイルである。

## リリース形態、アートワーク
派生ユニットの楽曲が入っていない10曲入りのCD「通常盤」、それにDVDが付く「初回限定盤」、それぞれのユニットによる楽曲が追加で収録されている派生ユニット仕様の「YanKee5盤」・「誠盤」がある。さらに「UNIVERSAL MUSIC STORE限定盤」としてYanKee5盤・誠盤・BOYS AND MEN盤の3タイプがあり、計7つのタイプでリリースされた。
| タイプ                                         | 曲数 | 収録されていない曲                             | 備考                 | 品番      |
| ---------------------------------------------- | ---- | ---------------------------------------------- | -------------------- | --------- |
| 初回限定盤                                     | 10曲 | 「ULTIMATE」 「Suga Suga Candy」               | DVD付                | UICV-9230 |
| 通常盤                                         | 10曲 | 「ULTIMATE」 「Suga Suga Candy」               |                      | UICV-1081 |
| BOYS AND MEN盤 （UNIVERSAL MUSIC STORE限定盤） | 10曲 | 「ULTIMATE」 「Suga Suga Candy」               | ピクチャーレーベル盤 | PDCV-1001 |
| YanKee5盤                                      | 11曲 | 「Suga Suga Candy」                            |                      | UICV-9231 |
| YanKee5盤 （UNIVERSAL MUSIC STORE限定盤）      | 10曲 | 「Suga Suga Candy」 「ヤングマン〜B.M.C.A.〜」 | ピクチャーレーベル盤 | PDCV-1002 |
| 誠盤                                           | 11曲 | 「ULTIMATE」                                   |                      | UICV-9232 |
| 誠盤 （UNIVERSAL MUSIC STORE限定盤）           | 10曲 | 「ULTIMATE」 「ヤングマン〜B.M.C.A.〜」        | ピクチャーレーベル盤 | PDCV-1003 |

アルバムのアートワークはすべて、リード曲「GO!! 世侍塾 GO!!」のミュージック・ビデオでの扮装と同じもので、氣志團風のヘアメイクと衣装を施している。新調された学ラン衣装には、メンバーそれぞれが自分で入れたいと考えた四字熟語や川柳が刺繍されている。水野はこの衣装で、「暴威男」と書いて「ボイメン」と読ませることを提唱した。この学ラン衣装は曲名にちなんで「GO学ラン」と名付けられている。

## チャート成績
Billboard Japan Hot Albums・オリコン週間アルバムランキングにおいて1位を記録。グループ初のアルバムチャート首位を獲得した。ビルボードとオリコンは両社ともに、リリース初週で前作『Cheer up!』のセールスを大きく上回ったと発表。ビルボードはCDセールス以外でのポイントの弱さを挙げ、「ロングヒットの傾向は見られない」と指摘した。

## 収録トラック

### 通常盤
1. 「GO!! 世侍塾 GO!!」 – 4:05
  - 作詞: 綾小路翔（氣志團）、作曲: 星グランマニエ（氣志團）、編曲: Ryo Watanabe
2. 「まえのめりMinority」 – 3:49
  - 作詞: YUMIKO、作曲・編曲: Masashi Kusano
3. 「YAMATO☆Dancing」 – 3:54
  - 作詞: タイラヨオ(SUPA LOVE)、作曲・編曲: Miki Fujisue
4. 「男は歌舞いて花となれ」 – 4:32
  - 作詞: Shoko Fujibayashi、作曲・編曲: tatsuo
5. 「BOYMEN NINJA」 – 3:47
  - 作詞: YUMIKO・Genki Fukui、作曲: Genki Fukui、編曲: Kenichiro Ohishi
6. 「FAKE」 – 3:40
  - 作詞・作曲・編曲: Manabu Marutani
7. 「シアワセアンテナ」 – 4:56
  - 作詞: Yukihisa Tamura、補作詞: YUMIKO、作曲: Reika Yuuki(SUPA LOVE)、編曲: Yasuhiro Gasa(SUPA LOVE)
8. 「Clear Snow」 – 3:55
  - 作詞: clew、作曲: WATARU・Dano、編曲: Dano
9. 「One For All, All For One 〜夢は叶えるもの〜」 – 4:38
  - 作詞: BOYS AND MEN、補作詞: YUMIKO、作曲・編曲: Yusuke Shirato
10. 「ヤングマン〜B.M.C.A.〜」 – 4:52
  - 作詞: Henri Belolo・Victor Edward Wills、作曲: Jacques Morali、日本語詞: Ryuji Amagai、新日本語詞: YUMIKO

BOYS AND MEN盤（UNIVERSAL MUSIC STORE限定盤）
上記に同じ

### 初回限定盤
CD
通常盤に同じ
DVD
1. GO!! 世侍塾 GO!! -Music Video-
2. GO!! 世侍塾 GO!! -Music Video (Dance ver.)-
3. YAMATO☆Dancing -Music Video-
4. YAMATO☆Dancing -Music Video (Dance ver.)-
5. GO!! 世侍塾 GO!! –Making–
6. 「BOYS AND MEN 真夏の強化合宿！ボイメンがもっと好きになっちゃうツアー2016」＠愛知センチュリーホール（8.11）
（Fight&Fire / Voyage）
7. アジアメドレー
（グッジョブ! ムチューマン / BOYMEN NINJA / RETURNER / 零 / なごやめしのうた / One For All, All For One 〜夢は叶えるもの〜 / YAMATO☆Dancing）

### YanKee5盤
1. 「GO!! 世侍塾 GO!!」
2. 「まえのめりMinority」
3. 「YAMATO☆Dancing」
4. 「男は歌舞いて花となれ」
5. 「BOYMEN NINJA」
6. 「ULTIMATE」（YanKee5、作詞: YUMIKO、作曲: K Cee・THE WORLD.） – 3:12
7. 「FAKE」
8. 「シアワセアンテナ」
9. 「Clear Snow」
10. 「One For All, All For One 〜夢は叶えるもの〜」
11. 「ヤングマン〜B.M.C.A.〜」

YanKee5盤（UNIVERSAL MUSIC STORE限定盤）
#1 - #10は上記に同じで、「ヤングマン〜B.M.C.A.〜」が収録されていない。

### 誠盤
1. 「GO!! 世侍塾 GO!!」
2. 「まえのめりMinority」
3. 「YAMATO☆Dancing」
4. 「男は歌舞いて花となれ」
5. 「BOYMEN NINJA」
6. 「Suga Suga Candy」（誠、作詞: Kota Morita、作曲: Herman Cat・Daniel Wahl） – 3:51
7. 「FAKE」
8. 「シアワセアンテナ」
9. 「Clear Snow」
10. 「One For All, All For One 〜夢は叶えるもの〜」
11. 「ヤングマン〜B.M.C.A.〜」

誠盤（UNIVERSAL MUSIC STORE限定盤）
#1 - #10は上記に同じで、「ヤングマン〜B.M.C.A.〜」が収録されていない。
演奏時間：通常盤・YanKee5盤・誠盤